# 和琴

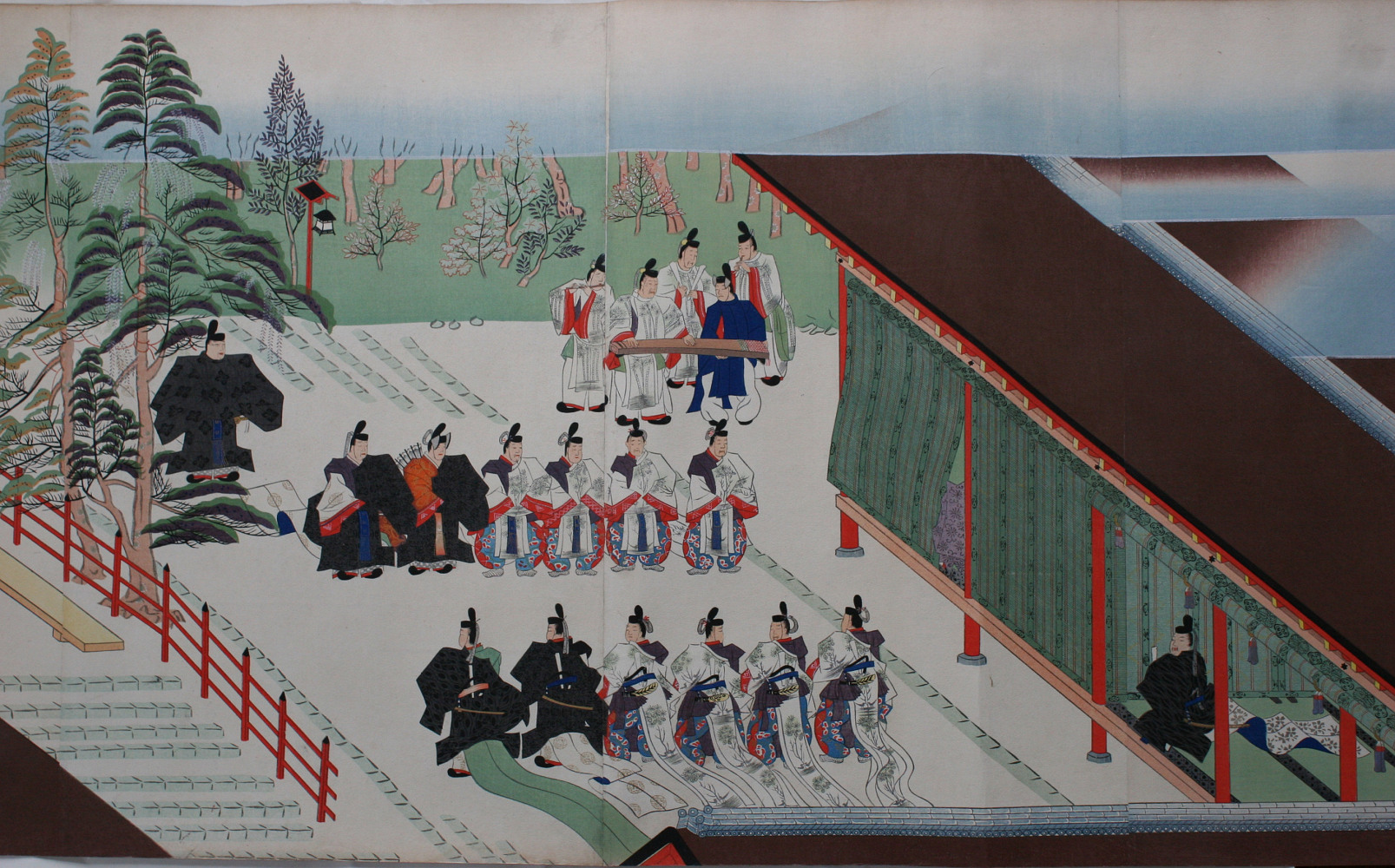
寛治7年（1093年）白河院的春日社御幸。正面為和琴、横笛、笏拍子、篳篥——《春日權現驗記繪》

和琴（日语：／ wagon）亦稱大和琴（やまとごと）、東琴（あずまごと），是日本雅樂所用的傳統六絃弦樂器，是日本最古老的樂器。按照形制可以分為板作、槽作和棒作琴。

## 歷史

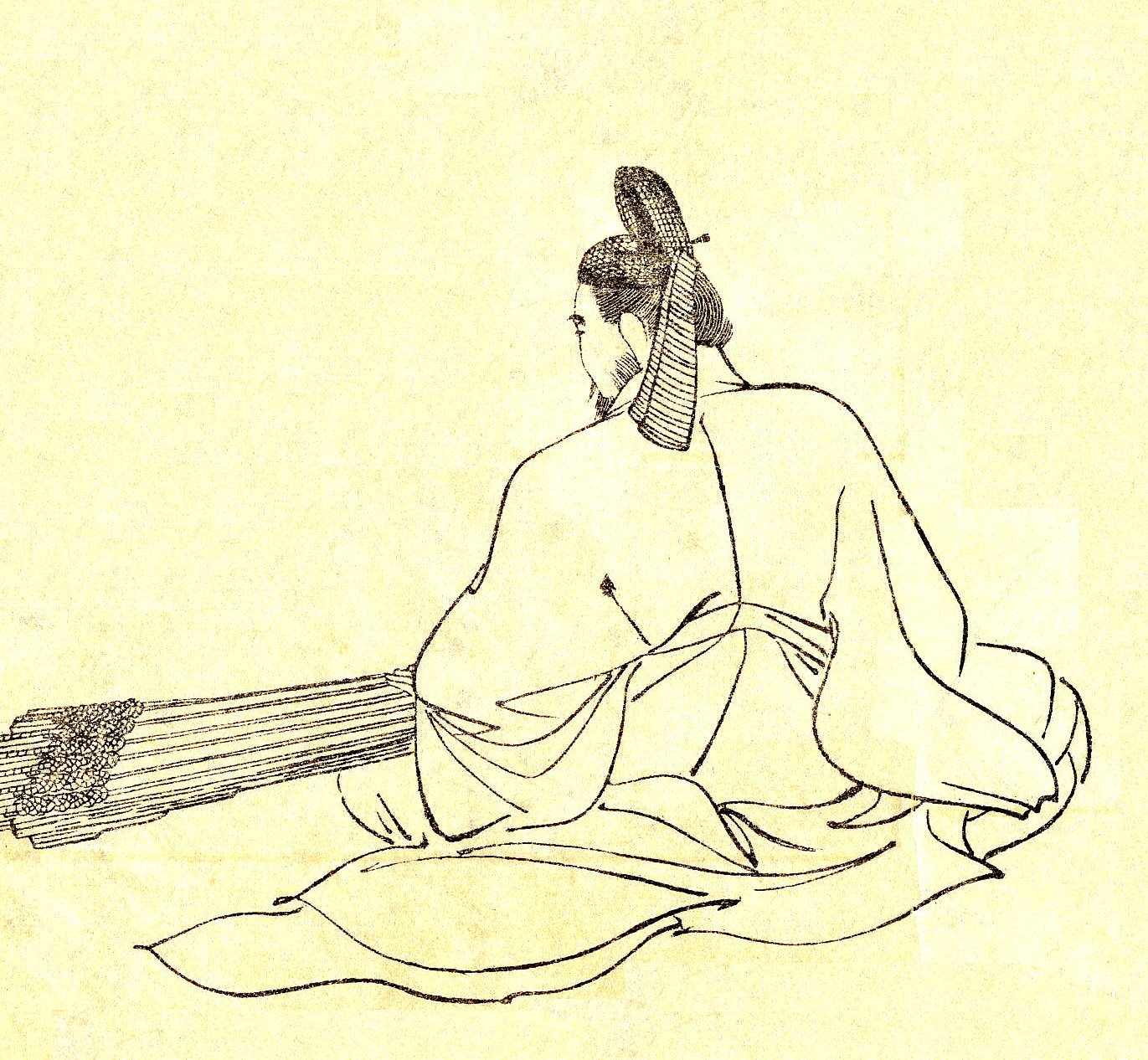
藤原緒嗣在撫琴，菊池容齋繪

和琴最早出現的形式為板作琴，其歷史可追溯至繩文時代。彌生時代中期以後，可能因為受到中國的琴的影響，槽作琴出現，板作琴漸漸消失。
根據古墳時代出土的埴輪來看，這一時期的和琴形制再次發生變化。其共鳴槽變得短於琴身，不過這一變化到奈良時代又被取消了。這些變化本身對樂器的音色並沒有太大影響，因此極有可能是受到了中國或朝鮮的影響。
和琴主要用於宮中祭祀時的國風歌舞，例如神樂歌、久米歌、東遊等樂曲中。通常由地位比較高的人演奏。 現在的宮內廳樂部依然使用其作為主要樂器之一。

## 構造
琴身一般使用桐製作，中間挖空作成音箱。柱由楓製成。長約190釐米、横寬約16釐米、尾約24釐米。
六根琴絃使用絲製作。其琴絃的順序與古琴、日本箏都不同，距離演奏者最近的一根絃是一絃，以此類推。

## 外部連結
- 文化デジタルライブラリー (独立行政法人 日本芸術文化振興会)（页面存档备份，存于）
  - 日本の伝統音楽 楽器編（页面存档备份，存于）〈楽器図鑑〉にて和琴の音、写真などを視聴できる
  - 4つの雅楽 - 日本の伝統音楽 歌唱編（页面存档备份，存于）〈御神楽〉にて和琴を含む奏楽を視聴できる